# Sunderner Bach
Der Sunderner Bach ist ein knapp ein Kilometer langer, südwestlicher und linker Zufluss der Wupper, die hier im Oberlauf Wipper genannt wird.

## Geographie

### Verlauf
Der Sunderner Bach entspringt auf 350,6 m ü. NHN Höhe in einem Wäldchen in der Flur Aufm Kampe knapp vierhundert Meter westlich des Marienheider Ortsteils Gogarten.
Er fließt zunächst knapp hundert Meter in Richtung Südosten und wird dann auf seiner rechten Seite von einem zweiten Quellast gestärkt. Der Sunderner Bach läuft danach fast ostwärts zuerst durch Mischwald und dann durch die Wiesen der Flur Im Voshohl. Bei einer kleinen Siedlung in der Flur Auf der Brede verschwindet der Bach verrohrt in den Untergrund. Kurz vor der B 256, hier auch Wipperfürther Straße genannt, zweigt von dem Bach linksseitig ein Nebenarm ab, der dann etwa 150 m unterhalb des Sunderner Bach in die Wipper einmündet. Der Sunderner Bach selbst taucht erst jenseits der B 256 wieder an der Oberfläche auf und wird dann in der Flur Saure Wiesen  auf der rechten Seite durch eine linke Abzweigung des Obergogartener Bachs gespeist. 
In der Flur Im Brauke mündet der Sunderner Bach schließlich auf einer Höhe von 302,1 m von links in die aus dem Südosten heranziehend Wipper.

### Einzugsgebiet
Das Einzugsgebiet des Sunderner Bachs wird über Wupper und Rhein in die Nordsee entwässert.
Es grenzt
- im Südosten an das des Wipperzuflusses Obergogartener Bach
- und im Westen an das des Wolkessiepen, ebenfalls ein Zufluss der Wipper.